# Boeing VC-25
Boeing VC-25 är en militär version av Boeing 747 speciellt modifierad för USA:s flygvapen som VIP-transport och som i huvudsak används som för att transportera USA:s president. Anropssignalen Air Force One används när presidenten befinner sig ombord på något av det amerikanska flygvapnets flygplan.
Två exemplar av flygplanet är i drift och som är kraftigt modifierade versioner av Boeing 747-200B. Det som främst särskiljer VC-25 mot Boeing 747 i standardutförande är kapaciteten för antalet passagerare samt elektronik- och kommunikationsutrustningen. Två nya varianter som är baserade på den modernare Boeing 747-8I, benämnd VC-25B, är under modifieringen och har beställts av USA:s flygvapen för att ersätta VC-25A.

## Varianter
VC-25ABaserad på Boeing 747-200B.
VC-25BBaserad på Boeing 747-8I, kommer att ersätta VC-25A.

## Specifikationer (VC-25A)
Uppgifter från Boeing.

### Generella egenskaper
- Besättning: 26: 2 piloter, flygingenjör, navigatör, + kabinpersonal + uppdragsbesättning
- Kapacitet: 76 passagerare
- Längd: 70.66 m (231 fot 10 tum)
- Vingspann: 59.94 m (196 fot 8 tum)
- Höjd: 19.33 m (63 fot 5 tum)
- Max startvikt: 377,842 kg (833,000 pund)

- Maximal fart: 547.5 knop (630.1 mph, 1,014.0 km/h) vid 35,000 fot (10,668 m)
- Maximal fart i mach: Mach 0.92
- Kryssningshastighet: 500 knop (580 mph, 930 km/h) / M0.84 vid 35,000 ftt (10,668 m)
- Räckvidd: 6,800 nautiska mil (7,800 engelska mil, 12,600 km)
- Maximal kryssningshöjd: 13,700 m (45,100 fot)